# Philhygra deformis
Philhygra deformis är en skalbaggsart som först beskrevs av Ernst Gustav Kraatz 1856.  Philhygra deformis ingår i släktet Philhygra, och familjen kortvingar. Arten är reproducerande i Sverige.